# Zavodovskina
Zavodovskina es un género de foraminífero bentónico de la subfamilia Zavodovskininae, de la familia Trochamminidae, de la superfamilia Trochamminoidea, del suborden Trochamminina, y del orden Trochamminida. Su especie tipo es Zavodovskina careyi. Su rango cronoestratigráfico abarca el Holoceno.

## Discusión
Clasificaciones previas incluían Zavodovskina en el suborden Textulariina del orden Textulariida. Otras clasificaciones lo han incluido en el orden Lituolida.

## Clasificación
Zavodovskina incluye a la siguiente especie:
- Zavodovskina careyi